# A13 (Roemenië)
De A13 is een in planning zijnde autosnelweg in Roemenië. In september 2021 zal de tender worden opengesteld en de verwachting is dat de snelweg in 2023 gereed is. De snelweg zal vanaf de A1 ten zuiden van Sibiu naar de geplande aansluiting van de stad Făgăraş op de A3 lopen.
Deze snelweg zal naar schatting een lengte hebben van 70 kilometer.

## Traject
Het geplande traject van west naar oost: Tălmaciu - Făgăraş - Brașov. Het traject tussen Făgăraş en Brașov ligt in het verlengde, dit deel behelst nog eens 50 kilometer en behoort tot het tracé van de A3. Verder is er ook nog sprake van een verlenging richting Bacău, een traject van 165 km. Het deel van de A13 tussen Brașov en Bacău staat ook bekend als A13, in sommige studies wordt deze A5 genoemd.

tracé van de A13